# بييت لاغارد
بييت لاغارد (بالهولندية: Piet Lagarde)‏ هو لاعب كرة قدم هولندي في مركز حراسة المرمى، ولد في 9 ديسمبر 1939 في دوردريخت في هولندا. شارك مع منتخب هولندا لكرة القدم.

## وصلات خارجية
- بييت لاغارد على موقع قاعدة بيانات كرة القدم.إي يو (الإنجليزية)
- بييت لاغارد على موقع ناشيونال فوتبول تيمز (الإنجليزية)